# Heavy Metal Kids (álbum)
Heavy Metal Kids es el primer álbum de estudio de la banda británica del mismo nombre. Fue publicado en agosto de 1974 a través de Atco Records.

## Recepción de la crítica
El crítico de At the Barrier, John Barlass, lo describió como “un clásico pasado por alto – uno defectuoso, tal vez, pero un clásico aún así”. Billboard describió el álbum como un “conjunto de fuertes cortes de rock resaltados por la voz de Ronnie Thomas”. Cash Box declaró: “Con una efusividad burbujeante igualada solamente por la excelente selección y ejecución de material muy bueno por parte de la banda, este quinteto está al tanto de lo que sucede en la música pop actual, y creemos que la presentación del grupo merece un elogio especial”. Un escritor no especificado de Record World comentó: “Tal como su nombre lo indica, estos roqueros ingleses distribuyen ritmos de heavy metal en grandes dosis y de manera ajustada y profesional, en gran parte para el crédito del productor Dave Dee”.

## Lista de canciones
Todas las canciones escritas y compuestas por Heavy Metal Kids, excepto donde esta anotado. 
| Lado uno |                                                      |          |  |
| N.º      | Título                                               | Duración |  |
| 1.       | «Hangin On'» (Mickey Waller)                         | 3:05     |  |
| 2.       | «Ain't It Hard» (Ronnie Thomas, Waller, Gary Holton) | 3:00     |  |
| 3.       | «It's the Same» (Danny Peyronel, Ricardo Soule)      | 5:40     |  |
| 4.       | «Run Around Eyes»                                    | 2:57     |  |
| 5.       | «We Gotta Go»                                        | 4:55     |  |

| Lado dos |                                           |          |  |
| N.º      | Título                                    | Duración |  |
| 1.       | «Always Plenty of Women» (Thomas)         | 3:25     |  |
| 2.       | «Nature of My Game» (Waller, Holton)      | 3:35     |  |
| 3.       | «Kind Woman» (Waller)                     | 4:28     |  |
| 4.       | «Rock 'n' Roll Man» (Thomas, Paul Buddah) | 7:30     |  |
| 5.       | «We Gotta Go (Reprise)»                   | 1:20     |  |

## Créditos y personal
Créditos adaptados desde las notas de álbum de Heavy Metal Kids.
Heavy Metal Kids
- Ronnie Thomas – bajo eléctrico, coros
- Keith Boyce – batería, percusión
- Danny Peyronel – teclado, coros
- Mickey Waller – guitarras
- Gary Holton – voz principal

Personal técnico
- Dave Dee – productor
- Phil Chapman – ingeniero de audio
- John Astley – operador de cintas

Diseño
- Alex Henderson – diseño de portada, fotografía
- Joe Petagno III – lettering